# Facultad de Ingeniería Eléctrica y Electrónica (Universidad Nacional del Callao, Perú)
La Facultad de Ingeniería Eléctrica y Electrónica (siglas: FIEE-UNAC) es una de las facultades que integran a la Universidad Nacional del Callao, Perú. Fue creada en el año 1966. La facultad posee dos escuelas profesionales de pregrado: Ingeniería Eléctrica e Ingeniería Electrónica. Así como también, distintos programas de Posgrado (maestrías y doctorados). La facultad consta de dos pabellones: Uno destinado a las clases (Pabellón de aulas) y otro destinado a los laboratorios (Pabellón de laboratorios).

## Gobierno de la Facultad
Autoridades
- Decano: Dr. Juan Herber Grados Gamarra
- Director de la Sección de Posgrado: Dr. Fernando Oyanguren Ramírez
- Director de la Unidad de Investigación: Dr. Santiago Rubiños Jiménez

Directores de las Escuelas Profesionales
- Ingeniería Eléctrica: Mg. César Santos Mejía
- Ingeniería Electrónica: Dr. Ing. Jaboc Astocondor Villar

## Formación académica
Pregrado
- Ingeniería Eléctrica
- Ingeniería Electrónica

Posgrado

#### Maestrías
- Maestría en Ciencias de la Electrónica con Mención en Ingeniería Biomédica
- Maestría en Ciencias de la Electrónica con Mención en Control y Automatización
- Maestría en Ciencias de la Electrónica con Mención en Telecomunicaciones
- Maestría en Ingeniería Eléctrica con Mención en Gestión de Sistemas de Energía Eléctrica
- Maestría en Ingeniería Eléctrica con Mención en Gerencia de Proyectos de Ingeniería

#### Doctorados
- Doctorado en Ingeniería Eléctrica
- Doctorado en Ingeniería Electrónica